# The Fire (album de Senses Fail)
Pour les articles homonymes, voir Fire.
Albums de Senses Fail
Life Is Not a Waiting Room
(2008) Renacer
(2013)
Singles
The Fire est le quatrième album du groupe Senses Fail et est sorti le 25 octobre 2010 au Royaume-Uni puis le 26 octobre 2010 dans le reste du monde.
Senses Fail a posté une nouvelle chanson sur leur Myspace intitulé Saint Anthony le 26 août 2010. 
Vagrant Records ont depuis publié les chansons The Fire et New Year's Eve sur leur chaîne YouTube. 
En outre, le groupe a demandé aux fans de se porter volontaires pour être dans le clip de The Fire, qui a été filmé à New York le 9 et 10 octobre 2010. Finalement, un autre clip a été créé et posté sur Youtube le 17 février 2011, réalisé par Richard Borge.

## Liste des titres
1. The Fire - 3:46
2. Saint Anthony - 3:17
3. New Year's Eve - 3:16
4. Safe House - 3:20
5. Coward - 3:32
6. Landslide - 3:47
7. Headed West - 3:14
8. Lifeboats - 3:34
9. Nero - 3:51
10. Irish Eyes - 3:25
11. Hold On - 3:55

iTunes bonus track
1. Ghost Town - 3:48

Clips
- New Year's Eve
- The Fire

## Édition limitée avec Dvd
L'album est également disponible avec un DVD live, qui a été filmé lors d'un concert au Starland Ballroom dans le New Jersey le 31 octobre 2009. 
Il contient plus de 90 minutes de séquences live et des interviews avec le groupe, et a été réalisé par Adam Rothlein. 
Le DVD présente l'ex-guitariste Heath Saraceno, qui a quitté le groupe peu de temps avant l'enregistrement de The Fire.
Liste des pistes
1. Steven
2. Bonecrusher
3. Sick Or Sane (Fifty For a Twenty)
4. Irony Of Dying On Your Birthday
5. Lady In A Blue Dress
6. Wolves At The Door
7. Buried A Lie
8. NJ Falls Into The Atlantic
9. Rum Is For Drinking, Not For Burning
10. Bloody Romance
11. Calling All Cars
12. Bite To Break Skin
13. Lungs Like Gallows
14. Family Tradition
15. Shark Attack
16. Can't Be Saved
17. 187

## Membres
- Buddy Nielsen : Chant
- Garrett Zablocki : Guitare, chant
- Dan Trapp : Batterie, percussion
- Zack Roach : Guitare
- Jason Black : Basse